# Antología Violeta Parra
Antología Violeta Parra, cuyo nombre completo es Antología Violeta Parra: Grabaciones Originales en EMI Odeón 1954-1966 es una caja recopilatoria de cuatro discos compactos que reúne grabaciones que la artista chilena Violeta Parra realizó para este sello chileno en las décadas del 50 y el 60.
Corresponde a un trabajo de recopilación realizado luego de la compra del sello EMI por parte de Universal Music en septiembre de 2012. El ingeniero en sonido David Uribe supervisó la digitalización del catálogo del sello, entre éste, el material que restaba por publicar de Violeta Parra. El álbum fue uno de los últimos lanzamientos de la filial chilena de EMI, a fines de 2012,
 y contiene 100 pistas repartidas entre cuatro CD, sin que sea aparente un orden cronológico ni temático en ellos. Si bien las notas de la edición no entregan la información completa de la procedencia de las mismas, trabajos posteriores han permitido identificar entre ellas al menos 7 pistas completamente inéditas, 4 versiones inéditas de canciones ya conocidas, 9 pistas previamente lanzadas pero inéditas en CD y 3 pistas alternativas únicamente lanzadas en antologías.
Cabe señalar que las notas del álbum contienen varios errores de atribución autoral de canciones, y que, si bien el sello declara que la caja contiene "todo el material que descansa en sus bodegas desde hace más de cinco décadas", se ha determinado posteriormente que:

(...) de una lista exhaustiva de grabaciones hechas por Violeta en Odeón, confeccionada por su ex director Rubén Nouzeilles en 1990, siguen faltando las siguientes grabaciones: "A verte vengo de noche" (tonada), "Con harina 'e mei'" (por las Hermanas Parra), "De la montaña yo vengo" (tonada), "Del mirarte y no mirarte" (tonada), "Estoy cuidando una rosa" (canto a lo humano), "La interesada" (tonada), "Me han dicho que tú te casas", y "Salí de las azucenas" (tonada)
Cancioneros.com

La simple comparación de los títulos editados en el recopilatorio, con las listas de canciones de los álbumes, EPs y sencillos editados por Violeta durante su estadía en Odeón, permitirá verificar que esta colección es una "selección" de canciones, y en ningún caso corresponde a una edición completa de grabaciones de la artista en el sello.

## Lista de canciones
- Todos los temas son tradicionales del folclore chileno, excepto donde se indica.

| CD1 |                                        |                                |                                  |          |  |
| N.º | Título                                 | Escritor(es)                   | Procedencia                      | Duración |  |
| 1.  | «La petaquita»                         |                                | Acompañándose en Guitarra (1958) |          |  |
| 2.  | «Son tus ojos»                         |                                | Canto y Guitarra (1956)          |          |  |
| 3.  | «El sacristán»                         |                                | Canto y Guitarra (1956)          |          |  |
| 4.  | «El bergantín»                         |                                | Canto y Guitarra (1956)          |          |  |
| 5.  | «Adónde vas jilguerillo»               |                                | La Tonada (1959)                 |          |  |
| 6.  | «Si lo que amo tiene dueño»            |                                | La Tonada (1959)                 |          |  |
| 7.  | «Casamiento de negros»                 | Popular chilena, Violeta Parra | Toda Violeta Parra (1961)        |          |  |
| 8.  | «Tonada del medio»                     |                                | Acompañándose en Guitarra (1958) |          |  |
| 9.  | «Atención mozos solteros»              |                                | La Tonada (1959)                 |          |  |
| 10. | «Bella joven»                          |                                | Acompañándose en Guitarra (1958) |          |  |
| 11. | «El joven para casarse»                |                                | La Tonada (1959)                 |          |  |
| 12. | «Cuando salí de mi casa»               |                                | La Tonada (1959)                 |          |  |
| 13. | «El palomo»                            |                                | EP (1955)                        |          |  |
| 14. | «Hay una ciudad muy lejos» (Fragmento) |                                | EP (1955)                        |          |  |
| 15. | «Blancaflor y Filumena»                |                                | La Tonada (1959)                 |          |  |
| 16. | «Adiós corazón amante»                 |                                | Acompañándose en Guitarra (1958) |          |  |
| 17. | «Qué pena siente el alma»              |                                | EP (1957)                        |          |  |
| 18. | «Ya me voy a separar»                  |                                | Acompañándose en Guitarra (1958) |          |  |
| 19. | «Ausencia»                             | Tomás Gabino Ortiz             | Canto y Guitarra (1956)          |          |  |
| 20. | «Cuando deja de llover»                |                                | Inédita                          |          |  |
| 21. | «Es aquí o no es aquí»                 |                                | Canto y Guitarra (1956)          |          |  |
| 22. | «La inhumana»                          |                                | Canto y Guitarra (1956)          |          |  |
| 23. | «Parabienes al revés»                  | Violeta Parra                  | Canto y Guitarra (1956)          |          |  |
| 24. | «Un reo siendo variable»               |                                | La Tonada (1959)                 |          |  |
| 25. | «No habiendo como la maire»            |                                | Canto y Guitarra (1956)          |          |  |

| CD2 |                                            |                              |                                  |          |  |
| N.º | Título                                     | Escritor(es)                 | Procedencia                      | Duración |  |
| 1.  | «Una naranja me dieron»                    |                              | La Tonada (1959)                 |          |  |
| 2.  | «Verso por la Sagrada Escritura»           |                              | Canto y Guitarra (1956)          |          |  |
| 3.  | «Verso por las doce palabras»              |                              | Acompañándose en Guitarra (1958) |          |  |
| 4.  | «Viva Dios, viva la Virgen»                |                              | Acompañándose en Guitarra (1958) |          |  |
| 5.  | «Las naranjas»                             |                              | Canto y Guitarra (1956)          |          |  |
| 6.  | «Viva la luz de Don Creador»               |                              | Versión inédita                  |          |  |
| 7.  | «La jardinera»                             |                              | Toda Violeta Parra (1961)        |          |  |
| 8.  | «Adiós que se va Segundo»                  |                              | La Cueca (1959)                  |          |  |
| 9.  | «Tonada por ponderación»                   |                              | Acompañándose en Guitarra (1958) |          |  |
| 10. | «Cuándo habrá cómo casarse»                |                              | La Tonada (1959)                 |          |  |
| 11. | «El jardinario»                            |                              | Inédita                          |          |  |
| 12. | «Cueca valseada»                           |                              | La Cueca (1959)                  |          |  |
| 13. | «Cueca larga de los Meneses (segundo pie)» | Nicanor Parra, Violeta Parra | La Cueca (1959)                  |          |  |
| 14. | «La Juana Rosa»                            | Violeta Parra                | EP (1955)                        |          |  |
| 15. | «La muerte con anteojos»                   | Violeta Parra                | Acompañándose en Guitarra (1958) |          |  |
| 16. | «Amada prenda»                             |                              | Versión inédita                  |          |  |
| 17. | «Las tres pollas negras»                   |                              | La Tonada (1959)                 |          |  |
| 18. | «La paloma ingrata»                        |                              | Canto y Guitarra (1956)          |          |  |
| 19. | «Si te hallas arrepentido»                 |                              | La Tonada (1959)                 |          |  |
| 20. | «Niña hechicera»                           |                              | Acompañándose en Guitarra (1958) |          |  |
| 21. | «Allá en la pampa argentina»               |                              | Inédita                          |          |  |
| 22. | «Verso por desengaño»                      | Violeta Parra                | Acompañándose en Guitarra (1958) |          |  |
| 23. | «Verso por despedida a Gabriela»           | Violeta Parra                | Canto y Guitarra (1956)          |          |  |
| 24. | «Verso por el Rey Asuero»                  |                              | Acompañándose en Guitarra (1958) |          |  |

| CD3 |                                |                              |                                      |          |  |
| N.º | Título                         | Escritor(es)                 | Procedencia                          | Duración |  |
| 1.  | «Verso por la niña muerta»     | Violeta Parra                | Canto y Guitarra (1956)              |          |  |
| 2.  | «Verso por padecimiento»       |                              | Acompañándose en Guitarra (1958)     |          |  |
| 3.  | «Verso por saludo»             |                              | Canto y Guitarra (1956)              |          |  |
| 4.  | «Violeta ausente»              | Violeta Parra                | Cantos de Chile (1956)               |          |  |
| 5.  | «Viva el chapecao»             |                              | LP compilatorio Violeta Parra Vol. 6 |          |  |
| 6.  | «Yo tenía en mi jardín»        |                              | La Tonada (1959)                     |          |  |
| 7.  | «Cueca larga de los Meneses»   | Nicanor Parra, Violeta Parra | Acompañándose en Guitarra (1958)     |          |  |
| 8.  | «En el norte corrió vino»      | Violeta Parra                | LP compilatorio Violeta Parra Vol. 6 |          |  |
| 9.  | «Entre San Juan y San Peiro»   |                              | LP compilatorio Violeta Parra Vol. 6 |          |  |
| 10. | «Hay una ciudad muy lejos»     |                              | EP (1955)                            |          |  |
| 11. | «Tan demudado te he visto»     |                              | La Tonada (1959)                     |          |  |
| 12. | «La carta»                     | Violeta Parra                | Versión inédita                      |          |  |
| 13. | «Imposible que la luna»        |                              | La Tonada (1959)                     |          |  |
| 14. | «La monona»                    |                              | Inédita                              |          |  |
| 15. | «Los paires saben sentir»      |                              | EP (1955)                            |          |  |
| 16. | «Verso por el fin del mundo»   |                              | EP (1955)                            |          |  |
| 17. | «Verso por padecimiento»       |                              | EP (1955)                            |          |  |
| 18. | «Qué t'estai pensando ingrato» |                              | Inédita                              |          |  |
| 19. | «Huyendo voy de tus rabias»    |                              | La Tonada (1959)                     |          |  |
| 20. | «Qué te trae por aquí»         | Violeta Parra                | Toda Violeta Parra (1961)            |          |  |
| 21. | «Amigos tengo por cientos»     | Violeta Parra                | Toda Violeta Parra (1961)            |          |  |
| 22. | «Por la mañanita»              | Violeta Parra                | Toda Violeta Parra (1961)            |          |  |
| 23. | «El chuico y la damajuana»     | Nicanor Parra, Violeta Parra | Toda Violeta Parra (1961)            |          |  |
| 24. | «Por pasármelo tomán...»       | Violeta Parra                | Toda Violeta Parra (1961)            |          |  |
| 25. | «El día de tu cumpleaños»      | Violeta Parra                | Toda Violeta Parra (1961)            |          |  |

| CD4 |                              |                              |                                           |          |  |
| N.º | Título                       | Escritor(es)                 | Procedencia                               | Duración |  |
| 1.  | «Las flores»                 |                              | Inédita                                   |          |  |
| 2.  | «21 son los dolores»         | Violeta Parra                | Toda Violeta Parra (1961)                 |          |  |
| 3.  | «Los mandamientos»           |                              | LP compilatorio Violeta Parra Vol. 3      |          |  |
| 4.  | «El hijo arrepentido»        | Nicanor Parra, Violeta Parra | Toda Violeta Parra (1961)                 |          |  |
| 5.  | «El pueblo»                  | Pablo Neruda, Violeta Parra  | Toda Violeta Parra (1961)                 |          |  |
| 6.  | «Galambito temucano»         | Violeta Parra                | EP (1966)                                 |          |  |
| 7.  | «Maldigo del alto cielo»     | Violeta Parra                | CD compilatorio Universo latino 9         |          |  |
| 8.  | «Yo canto la diferencia»     | Violeta Parra                | CD compilatorio El folklore y la pasión   |          |  |
| 9.  | «Miren cómo sonríen»         | Violeta Parra                | Versión inédita                           |          |  |
| 10. | «Arauco tiene una pena»      | Violeta Parra                | CD compilatorio El folklore y la pasión   |          |  |
| 11. | «Y arriba quemando el sol»   | Violeta Parra                | CD compilatorio La magia de Violeta Parra |          |  |
| 12. | «A la una»                   | Violeta Parra                | Recordando a Chile (1965)                 |          |  |
| 13. | «Escúchame, pequeño»         | Violeta Parra                | Recordando a Chile (1965)                 |          |  |
| 14. | «La pericona se ha muerto»   | Violeta Parra                | Carpa de La Reina (1966)                  |          |  |
| 15. | «Los pueblos americanos»     | Violeta Parra                | Carpa de La Reina (1966)                  |          |  |
| 16. | «Mañana me voy pa'l norte»   | Violeta Parra                | Recordando a Chile (1965)                 |          |  |
| 17. | «Paloma ausente»             | Violeta Parra                | Recordando a Chile (1965)                 |          |  |
| 18. | «Por ésta y otras razones»   | Violeta Parra                | Inédita                                   |          |  |
| 19. | «Qué dirá el Santo Padre»    | Violeta Parra                | Recordando a Chile (1965)                 |          |  |
| 20. | «Se juntan dos palomitos»    | Violeta Parra                | Carpa de La Reina (1966)                  |          |  |
| 21. | «Pedro Urdemales»            | Violeta Parra                | Recordando a Chile (1965)                 |          |  |
| 22. | «Según el favor del viento»  | Violeta Parra                | CD compilatorio El folklore y la pasión   |          |  |
| 23. | «Una chilena en París»       | Violeta Parra                | Recordando a Chile (1965)                 |          |  |
| 24. | «Qué he sacado con quererte» | Violeta Parra                | Recordando a Chile (1965)                 |          |  |
| 25. | «Tocata y fuga»              | Violeta Parra                | EP (1966)                                 |          |  |
| 26. | «El moscardón»               | Violeta Parra                | EP (1966)                                 |          |  |

## Canciones inéditas y variaciones
La antología permite obtener algunas de las canciones inéditas de Violeta Parra que aún persistían en los archivos de EMI, así como algunas variaciones realizadas a canciones conocidas por otros medios. Dado que la información detallada no se presenta en las notas, han sido páginas web como Cancioneros.com, las que han logrado identificar las pistas verdaderamente inéditas que se entregan en el box set, y el origen de aquellas que no lo son. El detalle de canciones inéditas o alternativas proviene justamente de dicha página, con ligeras variaciones como en el caso de "La monona".

### Pistas inéditas
El número de canciones inéditas en esta colección alcanzaría las siete:
- «Cuando deja de llover»: Por temática y estilo, se supone toma descartada de las sesiones de grabación del disco Canto y Guitarra (1956).
- «El jardinario»: Cueca que se supone toma descartada de las sesiones de grabación del disco La Cueca (1959).
- «Qué te estai pensando ingrato»: Cueca que se supone toma descartada de las sesiones de grabación del disco La Cueca (1959).
- «Las flores»: Cueca que se supone toma descartada de las sesiones de grabación del disco La Cueca (1959).
- «Allá en la pampa argentina»: Puede ser una toma del disco La Tonada (1959).
- «Por ésta y otras razones»: Extracto de las Décimas autobiográficas de Violeta, leído por la autora, que no apareció en el disco que recogió estas grabaciones (Décimas y centésimas).

### Versiones alternativas

#### Inéditas
De manera adicional a las siete canciones descritas, el box set entrega cinco versiones inéditas de canciones conocidas en otros álbumes:
- «Viva la luz de Don Creador»: Se entrega una versión alternativa, toma que se supoen descartada de las sesiones del disco Canto y Guitarra (1956).
- «La monona»: Cueca que se supone toma descartada de las sesiones de grabación del disco La Cueca (1959). Versión alternativa cantada por Violeta e Isabel aparecida anteriormente en "¡A bailar cueca! - Obra colectiva" (1960).
- «Amada prenda»: La versión que aparece es rasgueada, por oposición a la "punteada" que se editó en Acompañándose en Guitarra (1958).
- «La carta», acreditada como «He recibido carta»: Corresponde a una versión con guitarra y bombo, en que cambian algunos aspectos menores de la letra que se conoce en las ediciones de Canciones reencontradas en París. Esta versión podría venir de las sesiones de grabación del álbum Recordando a Chile (1965).
- «Miren cómo sonríen», que aparece como «Miren cómo se ríen» también es una toma alternativa con cambios menores en la letra, e igualmente se supone que su origen estaría en las sesiones de grabación del disco Recordando a Chile (1965).

#### Variantes significativas
```
loona 
```

La caja permite escuchar 9 versiones de temas conocidos en otros discos, pero muchas veces lanzados después de la muerte de la autora, e inéditos en CD, de acuerdo al siguiente detalle:
- La versión EP de «El palomo»[4] se edita por primera vez en CD.
- «En el norte corrió vino», posiblemente proveniente de las sesiones de grabación de  Recordando a Chile (1965), sólo había sido editada en el long play de la colección Marfil, Violeta Parra Vol. 8, fechado en 1984. Es su primera edición en CD.
- La versión de «Hay una ciudad muy lejos» que aparece en el mismo EP de «El palomo»,[4] se edita por primera vez en CD.
- La versión de «Los paires saben sentir» que aparece en el mismo EP de «El palomo»,[4] se edita por primera vez en CD.
- La versión de «Verso por el Apocalipsis» (acá denominada «Verso por el fin del mundo») que aparece en el mismo EP de «Qué pena siente el alma»,[6] se edita por primera vez en CD.
- La versión de «Verso por padecimiento» (también denominada «Entre aquel apostolado») que aparece en el mismo EP de «Qué pena siente el alma»,[6] se edita por primera vez en CD.
- La versión de «Los mandamientos» que acá aparece, y que probablemente proviene de las sesiones de La Tonada (1959), había sido editada en el long play de la colección Marfil, Violeta Parra Vol. 3, fechado en 1977. Es su primera edición en CD.
- «Tocata y fuga» fue lanzada en el EP conocido como El Tocador Afuerino[10] en 1965, pero no había sido editada en CD previamente.
- «El moscardón» también pertenece al EP anterior, y no había sido lanzada en CD.

Adicionalmente, la antología reúne 3 versiones alternativas habían sido lanzadas en CD póstumos (que no forman parte de la discografía canónica de la artista), hoy difíciles de encontrar, como las siguientes:
- «Maldigo del alto cielo» aparece en una versión distinta a la conocida en Las últimas composiciones de Violeta Parra (1966), agregando instrumentos y sin la voz de Alberto Zapicán. Esta versión, posiblemente grabada en las sesiones del disco Recordando a Chile como «Verso por maldición», sólo había sido editada en un CD denominado Universo Latino Vol. 9: Violeta Parra, editado en España por el diario El País.[11]
- «Yo canto la diferencia» no es la versión editada en Toda Violeta Parra (1961), sino otra con cambios líricos menores, que había aparecido en el CD compilatorio de EMI, loona best gg
- «Según el favor del viento» no es la versión editada en las distintas versiones de Canciones reencontradas en París, sino otra con cambios líricos menores, posiblemente grabada como parte de las sesiones de grabación de Recordando a Chile, que había aparecido en el CD compilatorio de EMI, El folklore y la pasión.